# Tadeusz Nowak (pisarz)
Tadeusz Nowak (ur. 11 listopada 1930 w Sikorzycach, gm. Wietrzychowice, zm. 10 sierpnia 1991 w Skierniewicach) – polski poeta i prozaik, tłumacz m.in. literatury rosyjskiej i węgierskiej.

## Życiorys
Urodził się na ziemi tarnowskiej, w widłach Wisły i Dunajca, we wsi, która w tamtych czasach należała do powiatu dąbrowskiego (15 km na zachód od Dąbrowy Tarnowskiej), a obecnie do powiatu tarnowskiego (25 km na północny zachód od Tarnowa). Naukę w liceum rozpoczął w I Liceum Ogólnokształcącym im. Kazimierza Brodzińskiego w Tarnowie, w roku szkolnym, który rozpoczął się tam 12 lutego 1945 r. W twórczości często nawiązywał do swojego miejsca pochodzenia - do ziemi tarnowskiej i rodzinnej wsi. Tam rozgrywały się akcje większości jego opowiadań i powieści.
Absolwent filologii polskiej na Uniwersytecie Jagiellońskim (1948–1954). W 1948 opublikował pierwszy wiersz w tygodniku „Wici”. W 1953 wydał pierwszy tomik poezji Uczę się mówić, a w 1956 tomik Prorocy już odchodzą. W 1953 podpisał rezolucję ZLP w sprawie procesu krakowskiego. Od 1954 należał do PZPR. Członek ZLP od 1956. Na przełomie lat 50. i 60. XX w. związany był z grupą poetycką Muszyna. Oprócz działalności poetyckiej artysta zajmował się także prozą, czego przykładem są zbiory opowiadań W puchu Alleluja czy powieści Takie większe wesele, A jak królem, a jak katem będziesz, Diabły, Dwunastu, Prorok, Wniebogłosy. W 1999 profesor Stanisław Balbus wydał jego dwie niedokończone powieści: Jak w rozbitym lustrze oraz Jeszcze ich słyszę, widzę jeszcze. Powieści Tadeusza Nowaka utrzymane są w baśniowo-balladowej konwencji, sięgają do pokładów literatury ludowej, kreując świat pełen prastarych archetypów i motywów biblijnych. Są zaliczane do tzw. nurtu wiejskiego.
Tadeusz Nowak zasiadał także w kolegium redakcji oraz radzie redakcyjnej Tygodnika Kulturalnego w latach 1968–1986, kiedy redaktorem naczelnym tego ogólnopolskiego tytułu kulturalno-literackiego był Stanisław Adamczyk. 
Od 1971 był mężem Zofii z domu Jastrzębiec-Iwańskiej (1943–2013).
W sierpniu 1991, po długotrwałej chorobie, zmarł na zawał serca w szpitalu w Skierniewicach. Spoczywa obok żony na cmentarzu Powązkowskim w Warszawie (kwatera 277-1-5).

## Wybrana twórczość
- Uczę się mówić (1953)
- Porównania (1954)
- Prorocy już odchodzą (1956)
- Jasełkowe niebiosa (1957)
- Ślepe koła wyobraźni (1958)
- Psalmy na użytek domowy (1959)
- Kolędy stręczyciela (1962)
- Obcoplemienna ballada (1963)
- Ziarenko trawy (1964)
- W jutrzni (1966)
- Takie większe wesele (1966)
- A jak królem, a jak katem będziesz (1968)
- Psalmy (1971)
- Diabły (1971)
- Dwunastu (1974)
- Półbaśnie (1976)
- Prorok (1977)
- Wiersze wybrane (1978)
- Wniebogłosy (1982)
- Pacierze i paciorki (1988)
- Za snem, za jawą, za pacierzem (2000)

## Kompozycje z tekstami Tadeusza Nowaka
- 1978: Przemysław Gintrowski Psalmy i Requiem
- 1979: Marek Grechuta Pieśni Marka Grechuty do słów Tadeusza Nowaka
- 2006: Grzegorz Turnau Historia pewnej podróży
- 2010: Dorota Ślęzak Psalm miłosny
- 2015: Marcin Styczeń Jak się przed tobą wytłumaczę

## Opracowania twórczości
- Wyobrażone, nieminione… Tadeusz Nowak i jego twórczość, pod red. Doroty Siwor, Instytut Literatury 2022, Kraków

## Ordery, odznaczenia i wyróżnienia
- Krzyż Oficerski Orderu Odrodzenia Polski (1984)
- Krzyż Kawalerski Orderu Odrodzenia Polski (1974)[2]
- Złoty Krzyż Zasługi (1967)

Źródło:.

## Nagrody i wyróżnienia
- 1963 – Nagroda Poetycka „Pierścienia”, za całokształt dorobku poetyckiego zawartego m.in. w tomiku Kolędy stręczyciela (1963)[8]
- 1964 – Nagroda im. Władysława Broniewskiego
- 1965 – Nagroda im. Stanisława Piętaka za tom poezji Ziarenko trawy
- 1966 – Nagroda Wojewódzkiej Rady Narodowej w Krakowie za osiągnięcia w dziedzinie upowszechniania kultury
- 1967 – Nagroda Fundacji im. Kościelskich
- 1968 – Nagroda Prezydium Rady Miasta Krakowa w dziedzinie upowszechniania kultury
- 1969 – Nagroda im. Stanisława Piętaka za powieść A jak królem, a jak katem będziesz
- 1971 – Nagroda I stopnia Ministra Kultury i Sztuki za twórczość artystyczną - za tom wierszy Psalmy i książkę A jak królem, a jak katem będziesz
- 1972 – Nagroda „Złotego Kłosa”
- 1974 – Nagroda Państwowa II stopnia w dziedzinie kultury i sztuki za powieść Diabły i tom poezji Psalmy
- 1975 – Dyplom uznania Redaktora Naczelnego „Gazety Krakowskiej” w uznaniu sumiennego trudu i pasji czynienia socjalistycznej rzeczywistości coraz piękniejszą
- 1976 – Dyplom honorowy Związku Pisarzy ZSRR[9]
- 1978 – Nagroda Literacka CRZZ za książkę Prorok
- 1978 – Nagroda główna FSZMP w dziedzinie kultury pięknej za powieść Prorok
- 1978 – Nagroda Tygodnika „Kultura”
- 1978 – Nagroda tygodnika „Walka Młodych” im. Aleksandra Kowalskiego „Olka”
- 1983 – Dyplom Węgierskiego Instytutu Kultury z okazji 35-lecia istnienia Instytutu za ofiarną pracę na rzecz krzewienia węgiersko–polskich stosunków kulturalnych
- 1986 – Medal im. Kazimiery Iłłakowiczówny przyznany przez Przedsiębiorstwo Upowszechniania Prasy i Książki w Poznaniu na „Spotkaniach z poezją i prozą”
- 1988 – Nagroda Funduszu Literatury za tom poezji Pacierze i paciorki
- 1991 – Nagroda Funduszu im. Władysława S. Reymonta za pielęgnowanie i propagowanie polskiej kultury chłopskiej

Źródło:.